# Balián de Galilea
Balián de Ibelín (c. 1270 -7 de junio de 1315 o 18 de mayo de 1316), fue un noble chipriota, que además fue príncipe titular de Galilea. En 1306, conspiró junto con sus cuñados Amalarico y Emerico de Lusignan para deponer al rey Enrique II de Chipre, hermano de estos, y establecer una regencia. Sin embargo, el rey recuperó el poder y ordenó su arresto en 1312. Fallecería víctima de inanición en 1315 o 1316 en la prisión de Kyrenia.

## Orígenes y matrimonio
Balián de Ibelín era el segundo hijo de Felipe de Ibelín, condestable del Reino de Chipre. En 1292 o 1294 se casó con Alicia de Lusignan, hija del rey Hugo III de Chipre y, en consecuencia, hermana del rey Enrique II. Hacia 1304 o 1305, Balián de Ibelín heredó los derechos de su abuela, Eschiva de Saint Omer, sobre el Principado de Galilea.

## Conspiración contra Enrique II de Chipre
Casi nada se sabe sobre las actividades de Balián de Ibelín en la corte chipriota hasta 1306, cuando conspiró con sus cuñados Amalarico, señor de Tiro, y Emerico de Lusignan, condestable del Reino de Chipre, para destronar a Enrique II, que padecia de epilepsia, y establer un gobierno de regencia bajo el mando de Amalarico.
Según la crónica de Leoncio Maqueras, Amalarico y Emerico, y Balián de Ibelín, convocaron a los caballeros y otros vasallos de Nicosia y los obligaron prestar juramento de lealtad a Amalarico como regente y gobernador del Reino de Chipre el 26 de abril de 1306. En la noche de ese mismo día, los conspiradores redactaron una carta en la que acusaron al rey de no poder gobernar el estado y proclamaron el nombramiento de Amalarico como regente del reino. Después de eso, se presentaron en el palacio real, en el que el pueblo y la aristocracia chipriota ya se había reunido, entraron en el dormitorio del rey y se le encomendó leer la misiva a Hugo de Ibelín, tío de Balián.
Después de leerse la carta, el rey expresó su desacuerdo con su contenido, pero Amalarico, Emerico y Balián de Ibelín se instalaron en una gran logia en el patio del palacio real. Sin prestar atención a las protestas del rey y del senescal del reino, Felipe de Ibelín, así como a las fuertes quejas de la reina madre Isabel de Ibelín, los conspiradores sellaron la cancillería real y la bóveda del tesoro estatal. El poder pasó completamente a manos de Amalarico y los nicosianos prestaron juramento al nuevo gobernante del reino. Después de aquello, Balián de Ibelín formó parte del concilio del regente.

## Últimos años
El gobierno de Amalarico se volvió impopular y este sería asesinado en junio de 1310. El poder regresó a Enrique II, quien comenzó a perseguir a los partidarios del difunto regente, Balián de Ibelín intentó obtener el perdón, pero no lo recibió. A principios de 1312, fue arrestado junto con Emerico. Los prisioneros fueron encarcelados en la prisión de Kyrenia, pero pronto serían trasladados al castillo de Buffavento. Balián de Ibelín murió de inanición en una de las mazmorras subterráneas de Kyrenia en 1315 o 1316 y fue enterrado en la iglesia de san Antonio.

## Descendencia
Por su matrimonio con la princesa Alicia de Lusignan, Balián de Ibelín tuvo tres hijos:
- Jacobo de Ibelín (c. 1300-después de 1361), príncipe titular de Galilea y señor de Tiberíades, condestable del Reino de Jerusalén;
- Juan de Ibelín, casado en 1323 con Eschiva Le Bourne;
- Eufemia de Ibelín, en 1320 se casó con Juan Le Bon.